# Могильцы (Лотошинский район)
Могильцы — деревня в Лотошинском районе Московской области России.
Относится к сельскому поселению Микулинское, до реформы 2006 года относилась к Введенскому сельскому округу.

## География
Расположена в южной части сельского поселения, примерно в 11 км к северо-западу от районного центра — посёлка городского типа Лотошино. Соседние населённые пункты — деревни Афанасово, Вяхирево, Сельменево и Пешки. В 1,5 к востоку протекает река Русса.

## Исторические сведения
В 2 км от деревни, на левом берегу реки Руссы, располагались поселения древних славянских племён кривичей.
При межевании 1769 указана как пустошь Магильцы.
По сведениям 1859 года — деревня Калицынского прихода Татьянковской волости Старицкого уезда Тверской губернии в 45 верстах от уездного города, на возвышенности, при ручье Вебеже, с 35 дворами, 3 прудами, 2 колодцами и 264 жителями (133 мужчины, 131 женщина).
В «Списке населённых мест» 1862 года Могильцы — владельческое сельцо 2-го стана Старицкого уезда по Волоколамскому и Гжатскому трактам от города Старицы, при прудах и колодцах, с 28 дворами и 275 жителями (145 мужчин, 130 женщин).
В 1886 году — 47 дворов и 243 жителя (114 мужчин, 129 женщин).
В 1915 году также насчитывалось 47 дворов, а деревня относилась к Федосовской волости.
С 1929 года — населённый пункт в составе Лотошинского района Московской области.
В деревне находится братская могила советских воинов, погибших в годы Великой Отечественной войны 1941—1945 гг. Памятник истории местного значения.

## Население
| 1859 | 1886 | 2002 | 2006 | 2010 |
| ---- | ---- | ---- | ---- | ---- |
| 275  | ↘243 | ↘14  | ↘12  | ↘0   |